# Torulumbonina
Torulumbonina es un género de foraminífero bentónico de la subfamilia Lingulininae, de la familia Nodosariidae, de la superfamilia Nodosarioidea, del suborden Lagenina y del orden Lagenida. Su especie-tipo es Frondicularia bikiniensis. Su rango cronoestratigráfico abarca desde el Pleistoceno hasta la Actualidad.

## Clasificación
Torulumbonina incluye a las siguientes especies:
- Torulumbonina bikiniensis